# Peter Bukowski
Peter Bukowski (* 9. Juni 1950 in Bonn) ist ein deutscher evangelisch-reformierter Theologe.
Er war von 1990 bis 2015 Moderator des Reformierten Bundes.

## Leben
Bukowski studierte nach dem Abitur am Bonner Beethovengymnasium ab 1969 Evangelische Theologie an der Rheinischen Friedrich-Wilhelms-Universität Bonn und der Kirchlichen Hochschule Berlin und Musikwissenschaften an der Universität zu Köln und der Freien Universität Berlin. Sein Studium beschloss er 1975 mit dem Ersten Theologischen Examen. Nach einem zweijährigen Vikariat legte er 1977 das Zweite Theologische Examen erfolgreich ab. Von 1984 bis 1989 ließ er sich in Düsseldorf zum Psychotherapeuten ausbilden.
Seit 1978 ist Bukowski Dozent für Homiletik, Liturgik und Poimenik, zunächst am ehemaligen Reformierten Predigerseminar Elberfeld, seit 1999 als Direktor des Seminars für pastorale Aus- und Fortbildung am Theologischen Zentrum Wuppertal. Von 1990 bis 2015 war er ehrenamtlicher Moderator (Vorsitzender) des Reformierten Bundes der Reformierten Kirchen in Deutschland.
Bukowski war von 2001 bis 2012 Mitglied im Exekutivausschuss (später Rat) der Leuenberger Kirchengemeinschaft. Er gehört (wie schon 2003–2009 der 10. Synode) der 11. Synode der Evangelischen Kirche in Deutschland an.
Peter Bukowski, der Ehrendoktor der Universität für Reformierte Theologie in Debrecen in Ungarn ist, ist mit der Wuppertaler Pfarrerin Sylvia Bukowski verheiratet. Bukowski war langjähriger Leiter des Chores Colourful Grace der Ev. Kirchengemeinde Unterbarmen in Wuppertal. Auf seine Initiative hin veröffentlichte die Gemeinschaft Evangelischer Kirchen in Europa (GEKE) das ökumenische Liederbuch „Colours of Grace“ mit über 150 Liedern. 2015 trat Bukowski in den Ruhestand.

## Werke (in Auswahl)
- (Mitherausgeber:) Furcht ist nicht in der Liebe. Festschrift für Hannelotte Reiffen, Bonn 1974
- Predigt wahrnehmen, Neukirchen-Vluyn 1990
- Ein Buch voller Leben, Neukirchen-Vluyn 1992
- Die Bibel ins Gespräch bringen, Neukirchen-Vluyn 1994
- Reformierte Liturgie (Hrsg.), Wuppertal 1999
- Humor in der Seelsorge, Neukirchen-Vluyn 2001
- Colours of Grace (Hrsg.), München 2006